# Tulang Bawang

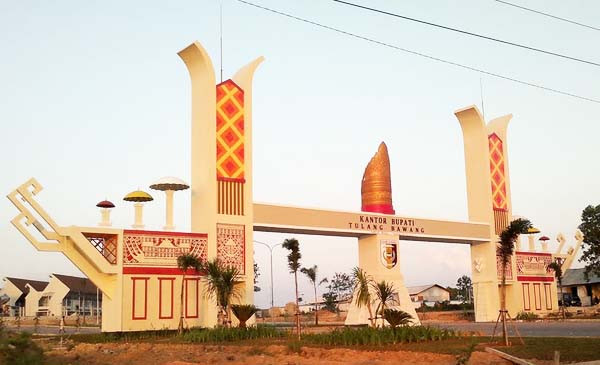
Das Verwaltungsgebäude des Bupati in Menggala

Tulang Bawang ist ein indonesischer Regierungsbezirk (Kabupaten) in der indonesischen Provinz Lampung auf der Insel Sumatra. Ende 2023 leben hier über 433.000 Menschen. Der Verwaltungssitz des Kabupaten Tulang Bawang ist die Stadt Menggala, sie liegt 100 km Luftlinie nördlich der Provinzhauptstadt Bandar Lampung. Der Regierungsbezirk Tulang Bawang hat seinen Namen – ebenso wie der Nachbarbezirk Tulang Bawang Barat – vom gleichnamigen Fluss, der durch beide fließt. Er ist 136 km lang.

## Geografie
Hinsichtlich seiner Territorialfläche belegt der Kabupaten Platz 4 von 15 Verwaltungseinheiten der 2. Ebene (Kabupaten/Kota) in der Provinz (9,28 %) bzw. Platz 61 von 120 Kabupaten auf der Insel Sumatra.

### Lage
Tulang Bawang liegt im Nordosten der Provinz Lampung, der südlichsten Provinz auf der Insel Sumatra. Grenzen bestehen mit den Kabupaten Tulang Bawang Barat im Westen, mit Mesuji im Norden, mit Lampung Tengah im Süden sowie auf nur ca. 15 km mit dem Kabupaten Lampung Timur. Die Küstenlinie zur Javasee (indonesisch Laut Java) stellt im Osten eine natürliche Grenze dar. Der Bezirk liegt im Tiefland (max. Höhe 44 m), astronomisch werden folgende Koordinaten belegt: zwischen 4° 06′ 38″ und 4° 41′ 05″ s. Br. sowie zwischen 105° 09′ 21″ und 105° 54′ 53″ ö. L.

## Verwaltungsgliederung
Administrativ unterteilt sich der Kabupaten Tulang Bawang in 15 Distrikte (indonesisch Kecamatan) mit 151 Dörfern, davon 147 Desa und 4 städtisch geprägte Kelurahan. Sie sind alle dem Kecamatan Menggala zugeordnet.
| Code 1   | Kecamatan Distrikt | Ibu Kota Verwaltungssitz | Fläche (km²) | Einw. Zensus 2010 2 | Volkszählung 2020 | Volkszählung 2020 | Volkszählung 2020 | Anzahl der Dörfer |
| Code 1   | Kecamatan Distrikt | Ibu Kota Verwaltungssitz | Fläche (km²) | Einw. Zensus 2010 2 | Einw. 3           | 0Dichte 40        | Sex Ratio 5       | Anzahl der Dörfer |
| -------- | ------------------ | ------------------------ | ------------ | ------------------- | ----------------- | ----------------- | ----------------- | ----------------- |
| 18.05.02 | Menggala           | Ujung Gunung             | 344,00       | 41.109              | 50.919            | 148,0             | 103,94            | 9*                |
| 18.05.06 | Gedung Aji         | Gedung Ali               | 114,47       | 12.023              | 14.507            | 126,7             | 107,54            | 10                |
| 18.05.08 | Banjar Agung       | Banjar Agung             | 230,88       | 35.349              | 43.929            | 190,3             | 104,12            | 11                |
| 18.05.11 | Gedung Meneng00    | Gedung Meneng            | 657,07       | 37.024              | 35.625            | 54,2              | 111,89            | 11                |
| 18.05.12 | Rawajitu Selatan   | Medasari                 | 123,94       | 30.756              | 31.363            | 253,0             | 105,20            | 9                 |
| 18.05.13 | Penawar Tama       | Bogatama                 | 210,53       | 25.791              | 30.584            | 145,3             | 105,36            | 14                |
| 18.05.18 | Rawajitu Timur     | Bumi Dipasena Jaya00     | 176,75       | 28.854              | 16.795            | 95,0              | 116,63            | 8                 |
| 18.05.20 | Banjar Margo       | Agung Dalem              | 132,95       | 36.614              | 40.081            | 301,5             | 105,49            | 12                |
| 18.05.22 | Rawa Pitu          | Batang Hari              | 169,18       | 15.883              | 18.114            | 107,1             | 112,68            | 9                 |
| 18.05.23 | Penawar Aji        | Gedung Rejo Sakti        | 104,45       | 16.988              | 20.707            | 198,2             | 106,76            | 9                 |
| 18.05.25 | Dente Teladas      | Teladas                  | 685,65       | 59.066              | 56.458            | 82,3              | 109,66            | 12                |
| 18.05.26 | Meraksa Aji        | Paduan Rajawali          | 94,71        | 12.894              | 15.543            | 164,1             | 105,70            | 8                 |
| 18.05.27 | Gedung Aji Baru00  | Sidomukti                | 95,36        | 20.730              | 24.647            | 258,5             | 108,52            | 9                 |
| 18.05.29 | Banjar Baru        | Kehuripan Jaya           | 132,95       | 13.012              | 15.080            | 113,4             | 104,42            | 10                |
| 18.05.30 | Menggala Timur     | Lebuh Dalem              | 193,53       | 11.813              | 15.669            | 81,0              | 103,86            | 10                |
| 18.05    | Kab. Tulang Bawang | Kab. Tulang Bawang       | 3.466,32     | 397.906             | 430.021           | 124,1             | 107,11            | 151               |

## Demografie

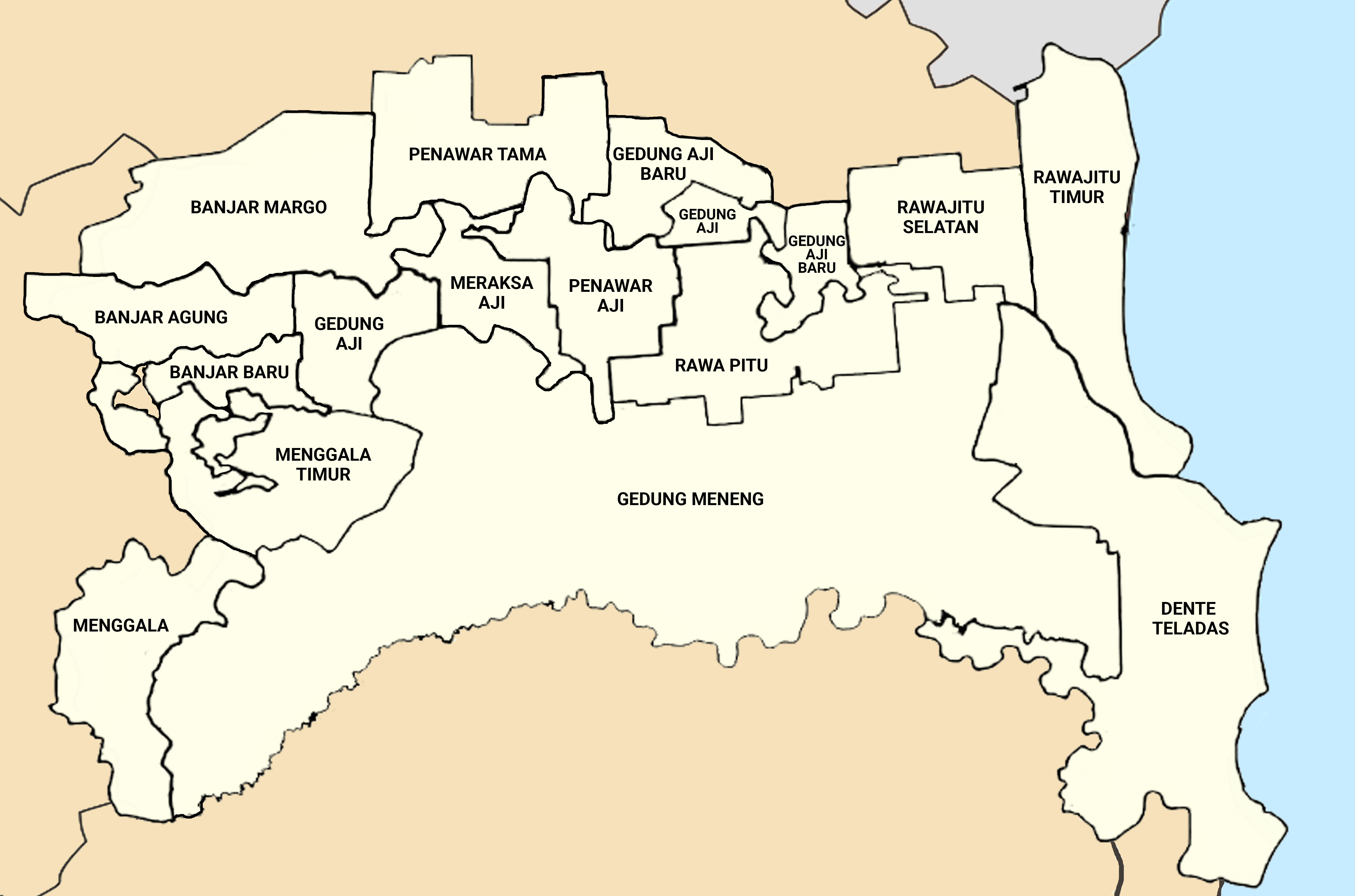
Die Kecamatan im Kabupaten

Hinsichtlich der Bevölkerung wird (mit 4,79 % der Provinz) Platz 10 von den 15 Verwaltungseinheiten der 2. Ebene (Kabupaten/Kota) erreicht. Bezogen auf alle 120 Kabupaten auf der Insel Sumatra bedeutet dies Rang 48. Mit der Bevölkerungsdichte von 139,1 Einw. je km² rangiert Tulang Bawang im unteren Drittel der Liste.
Der Frauenanteil hat sich zwischen den beiden Volkszählungen 2010 und 2020 sowie zum Jahresende 2023 nur geringfügig verändert und auf Werte um die 48 Prozent eingepegelt.
| Religion im Jahr 2020 | Religion im Jahr 2020 | Religion im Jahr 2020 | Religion im Jahr 2020 |
| Religion              | Anzahl                | Anteil (%)            | Gebäude               |
| --------------------- | --------------------- | --------------------- | --------------------- |
| Islam                 | 372.569               | 94,71                 | 438 1                 |
| Christen insg.        | 00.9.583 2            | 02,44                 | 066                   |
| Davon:                |                       |                       |                       |
| Protestanten          | 00.6.678              | 01,70                 | 0040                  |
| Katholiken            | 00.2.904              | 00,74                 | 0026                  |
|                       |                       |                       |                       |
| Hindus                | 010.902               | 02,77                 | 0027                  |
| Buddhisten            | 000.316               | 00,08                 | 0005                  |

| Jahr  | Gesamt- bevölkerung | Männer   | %      | Frauen   | %      |
| ----- | ------------------- | -------- | ------ | -------- | ------ |
| 02010 | 00397.906           | 0206.812 | 051,98 | 0191.094 | 048,02 |
| 02020 | 00430.021           | 0222.394 | 051,72 | 0207.627 | 048,28 |
| 02023 | 00433.568           | 0224.272 | 051,73 | 0209.296 | 048,27 |

### Soziale Daten 2020
| Merkmal                                                            | Tulang Bawang | 0Prov. Lampung0 |
| ------------------------------------------------------------------ | ------------- | --------------- |
| Bevölkerung unterhalb der Armutsgrenze (Tsd.)0                     | 42,43         | 1.049,32        |
| Anteil der „armen Bevölkerung“ (indonesisch Penduduk miskin) (%)00 | 09,33         | 12,34           |
| Arbeitslosenrate (%)                                               | 04,84         | 05,67           |
| Lebenserwartung bei der Geburt (Jahre)                             | 69,97         | 73,66           |
| HDI-Index                                                          | 68,52         | 71,04           |
| Analphabetenquote (in %, 15+ J.)                                   | 01,76         | 02,76           |
| Anteil der Altersgruppen                                           | 0Real0        | 0Prozentual0    |
| Kinder (<15 J.)                                                    | 0116.4030     | 27,07           |
| arbeitsfähige Bevölkerung (15–64 J.)                               | 0292.2870     | 67,97           |
| Rentner und Pensionäre (>65 J.)                                    | 0021.3310     | 04,96           |

## Geschichte
Der Kabupaten Tulang Bawang wurde 1997 der fünfte Bezirk in der Provinz und entstand durch Abspaltung von vier Kecamatan (Mesuji, Menggala, Tulang Bawang Tengah und Tulang Bawang Udik) aus dem Nordwesten des Kabupaten Lampung Utara. Mit dieser Separation ging gleichzeitig die Bildung von vier neuen Kecamatan einher (Simpang Pematang, Gedung Aji, Gunung Terang und Banjar Agung).
Innerhalb des Kabupaten Tulang Bawang erfolgten einige Umstrukturierungen durch Neubildung von Kecamatans, bis schließlich Ende 2008 zwei weitere neugebildete Kabupaten das Territorium um die knappe Hälfte (49 %) verkleinerten. Der „Mutterbezirk“ Tulang Bawang gab hierbei 15 seiner 28 Kecamatan ab:
- 7 Kecamatan an den Kabupaten Mesuji im Norden:[7]
  - Mesuji
  - Mesuji Timur
  - Rawa Jitu Utara
  - Way Serdang
  - Simpang Pematang
  - Panca Jaya
  - Tanjung Raya
- 8 Kecamatan an den Kabupaten Tulang Bawang Barat im Westen:[8]
  - Tulang Bawang Tengah
  - Tumijajar
  - Tulang Bawang Udik
  - Gunung Terang
  - Gunung Agung
  - Way Kenanga
  - Lambu Kibang
  - Pagar Dewa

### Aktuelle Daten der Bevölkerungsfortschreibung
Nachfolgende Tabelle gibt den Einwohnerstand nach Geschlecht vom Jahresende 2022 und 2023 wieder. Er resultiert aus den Ergebnissen der Fortschreibung durch die örtlichen Zivilregistrierungsbüros (Disdukcapil, indonesisch Dinas Kependudukan dan Pencatatan Sipil) und kann in einer interaktiven Karte abgerufen werden
| Kecamatan            | 31.12.2022 | 31.12.2022 | 31.12.2022 | Fläche km² | 31.12.2023 | 31.12.2023 | 31.12.2023 | 31.12.2023         | 31.12.2023          |
| Kecamatan            | 0Insg.     | männl.     | weibl.     | Fläche km² | 0Insg.     | männl.     | weibl.     | Dichte [Einw./km²] | Sex Ratio [M*100/F] |
| -------------------- | ---------- | ---------- | ---------- | ---------- | ---------- | ---------- | ---------- | ------------------ | ------------------- |
| Menggala             | 51.574     | 26.344     | 25.230     | 135,88     | 52.082     | 26.583     | 25.499     | 383,3              | 104,25              |
| Gedung Aji           | 14.718     | 7.680      | 7.038      | 91,00      | 14.927     | 7.774      | 7.153      | 164,0              | 108,68              |
| Banjar Agung         | 44.290     | 22.571     | 21.719     | 90,81      | 44.978     | 22.939     | 22.039     | 495,3              | 104,08              |
| Gedung Meneng        | 31.724     | 16.714     | 15.010     | 1.044,51   | 31.585     | 16.586     | 14.999     | 30,2               | 110,58              |
| Rawa Jitu Selatan    | 31.593     | 16.279     | 15.314     | 112,89     | 31.933     | 16.433     | 15.500     | 282,9              | 106,02              |
| Penawar Tama         | 32.245     | 16.605     | 15.640     | 143,57     | 32.818     | 16.902     | 15.916     | 228,6              | 106,20              |
| Rawa Jitu Timur      | 15.094     | 8.081      | 7.013      | 176,35     | 15.143     | 8.112      | 7.031      | 85,9               | 115,37              |
| Banjar Margo         | 41.304     | 21.183     | 20.121     | 211,60     | 42.007     | 21.566     | 20.441     | 198,5              | 105,50              |
| Rawa Pitu            | 18.440     | 9.720      | 8.720      | 142,81     | 18.595     | 9.795      | 8.800      | 130,2              | 111,31              |
| Penawar Aji          | 21.213     | 10.975     | 10.238     | 116,51     | 21.368     | 11.076     | 10.292     | 183,4              | 107,62              |
| Dente Teladas        | 54.556     | 28.483     | 26.073     | 518,62     | 54.849     | 28.654     | 26.195     | 105,8              | 109,39              |
| Meraksa Aji          | 15.964     | 8.237      | 7.727      | 63,70      | 16.126     | 8.290      | 7.836      | 253,2              | 105,79              |
| Gedung Aji Baru      | 25.343     | 13.279     | 12.064     | 96,22      | 25.632     | 13.430     | 12.202     | 266,4              | 110,06              |
| Banjar Baru          | 15.608     | 7.998      | 7.610      | 68,77      | 15.834     | 8.097      | 7.737      | 230,2              | 104,65              |
| Menggala Timur       | 15.640     | 8.011      | 7.629      | 100,19     | 15.691     | 8.035      | 7.656      | 156,6              | 104,95              |
| Kab. Tulang Bawang00 | 429.306    | 222.160    | 207.146    | 3.113,43   | 433.568    | 224.272    | 209.296    | 139,3              | 107,16              |

## Verzeichnis der Kelurahan
Die nachfolgende Liste gibt den Einwohnerstand zum Jahresende 2022 (Semester II/2022) und genau ein Jahr später für alle Kelurahan im Bezirk Tulang Bawang wieder. Für die fünf Kecamatan stieg die Einwohnerzahl innerhalb eines Jahres um 337 Einwohner.
Neben der Fläche und den Einwohnerzahlen sind auch deren Zugehörigkeiten zu den fünf Kecamatan aufgeführt, ebenso die errechneten Ergebnisse der Bevölkerungsdichte (in Einw. je km²) sowie des Geschlechterverhältnisses (Sex Ratio). Als erste Spalte ist der Strukturcode des indonesischen Innenministeriums angegeben. Er gibt gleichfalls Aufschluss über die Zugehörigkeit der Dörfer zu den übergeordneten Verwaltungsebenen: Die ersten drei Zahlenpärchen werden durch Punkte getrennt und geben die Provinz, den Regierungsbezirk (Kabupaten) und den Distrikt (Kecamatan) an. Als letztes folgt nach einem weiteren Trennungspunkt der vierstellige „Dorfcode“ – wobei städtisch geprägte Kelurahan immer mit 1 und „normale“ (ländliche) Desa mit einer 2 beginnen. Die Statistikseiten von BPS (Badan Pusat Statistik) verwenden eine andere Nomenklatur, auf die hier nicht näher eingegangen werden soll, da sie nur bei den Volkszählungen Anwendung findet.
Wie bei vorstehender Tabelle entstammen alle Daten der Fortschreibung durch die örtlichen Zivilregistrierungsbüros (Disdukcapil).
| Struktur- code | Kecamatan | Kelurahan          | Bevölkerung am Jahresende 2022 | Bevölkerung am Jahresende 2022 | Bevölkerung am Jahresende 2022 | Bevölkerung am Jahresende 2022 | Bevölkerung am Jahresende 2023 | Bevölkerung am Jahresende 2023 | Bevölkerung am Jahresende 2023 | Bevölkerung am Jahresende 2023 | Bevölkerung am Jahresende 2023 |
| Struktur- code | Kecamatan | Kelurahan          | Fläche (km²)                   | Gesamt                         | männlich                       | weiblich                       | Gesamt                         | männlich                       | weiblich                       | Dichte                         | Sex Ratio                      |
| -------------- | --------- | ------------------ | ------------------------------ | ------------------------------ | ------------------------------ | ------------------------------ | ------------------------------ | ------------------------------ | ------------------------------ | ------------------------------ | ------------------------------ |
| 18.05.02.1008  | Menggala  | Menggala Selatan00 | 44,23                          | 10.597                         | 5.397                          | 5.200                          | 10.731                         | 5.474                          | 5.257                          | 242,6                          | 104,13                         |
| 18.05.02.1009  | Menggala  | Ujung Gunung       | 13,52                          | 5.047                          | 2.601                          | 2.446                          | 5.135                          | 2.641                          | 2.494                          | 379,8                          | 105,89                         |
| 18.05.02.1010  | Menggala  | Menggala Tengah    | 8,14                           | 7.377                          | 3.773                          | 3.604                          | 7.537                          | 3.844                          | 3.693                          | 925,9                          | 104,09                         |
| 18.05.02.1011  | Menggala  | Menggala Kota      | 4,33                           | 6.140                          | 3.122                          | 3.018                          | 6.095                          | 3.112                          | 2.983                          | 1.407,6                        | 104,32                         |